# Michel Koutouzis
Michel Koutouzis (né en 1947 à Athènes, en Grèce) est un historien, essayiste et documentariste français d'origine grecque, spécialisé sur les questions de trafic de drogue et de blanchiment.

## Biographie
Il est le fils du médecin surréaliste Néoclès Coutouzis, critique d’art, ami de Breton et d’Éluard et fondateur de la cinémathèque de Montpellier. Il fait ses études au lycée français d'Athènes puis à l'université Paris VII - Diderot.
Historien et ethnologue, Michel Koutouzis a fait des séjours au Chili, où il fut rattrapé par le coup d’Etat de 1973, dans les pays du Caucase, ceux du Sud-Est asiatique et de l’Afrique de l'Est. Il a été conseiller de la ministre grecque de la Culture Melina Mercouri.
En 1993, il rejoint l’OGD (Observatoire géopolitique des Drogues), dirigé par Alain Labrousse, et prend en charge le secteur des études. À ce titre il mène plusieurs enquêtes, publie l’Atlas Mondial des drogues (PUF) et, avec Alain Labrousse, Géopolitique et Géostratégies des Drogues (Economica).
À partir de la fin des années 1990, il mène une carrière de chercheur indépendant et de consultant, intervenant notamment auprès de la Commission européenne et des Nations unies. Parallèlement, il publie L’argent du djihad (Mille et une nuits) sur les financements du terrorisme, un roman Entropie (Anne Carrière), décrivant le monde obscur des trafics pétroliers ainsi que le Que sais-je ? sur le blanchiment (avec Jean-François Thony, directeur de l’École nationale de la magistrature).
Il participe à plusieurs études et essais collectifs concernant le blanchiment d’argent, le trafic des drogues, la contrefaçon, la sécurité et la prévention des risques…
Michel Koutouzis est aussi l’auteur de plusieurs documentaires, réalisés avec Patrice du Tertre : Trafics, l’argent du djihad, Trafics mortels quand les médicaments tuent, Trafics sur le net, (BFC productions). Il co-réalise aussi Dix questions sur la drogue (Léon Desclozeaux), série de dix documentaires couvrant l’ensemble des questions posés par les drogues.

## Publications
- Michel Koutouzis et Pascale Perez, Crime, trafics et réseaux : Géopolitique de l'économie parallèle, Paris, Ellipses, juin 2012, 314 p. (ISBN 978-2-7298-7014-0)
- Michel Koutouzis et Jean-François Thony, Le blanchiment, Paris, PUF, coll. « Que sais-je », octobre 2005, 127 p. (ISBN 2-13-055182-3)
- Michel Koutouzis, Entropie (roman), Paris, Anne Carrière, 2004, 287 p. (ISBN 2-84337-275-5)
- Michel Koutouzis, L’argent du djihad, Paris, Mille et une nuits, 2002, 128 p. (ISBN 2-84205-679-5)
- Michel Koutouzis (dir.), Atlas mondial des Drogues, Paris, PUF, 1996 (Traduit en russe)
- Michel Koutouzis et Alain Labrousse, Géopolitique et géostratégies des drogues, Paris, Economica, 1996 (Traduit en italien et japonais)
- Participation à l’ouvrage collectif (OGD) Alternatives, Paris, 2000 « La drogue, un marché de dupes ».
- Participation à l’ouvrage collectif in “Stonger and more united” (RELEX) : Interpreter temps et espace, prévoir les crises.
- Participation à l’ouvrage collectif in “Extasy” (INSERM) : Géopolitique des drogues de synthèse.
- Participation à l’ouvrage collectif in Drogue et toxicomanies (Commission Sociale de l’Épiscopat) : Drogues, le refus du complexe.
- Participation à l’ouvrage collectif in in Central and Southeastern Europe in transition (Greenwood, 1998) : “Ulysses and lotus eaters”

Articles, participations
- « Drogues à l’est : logique de guerres et de marché », in Politique étrangère : sécurité européenne : horizon 1996, Paris, Institut français des relations internationales, 1995.
- « Narco-trafic : une guerre perdue d’avance ? » in Politique internationale, n° 73 - 1996.
- « Les circuits courts influent sur les attitudes des consommateurs? » in La Revue de criminologie, Faculteit Der Rechtsgeleerdheid, université d'Amsterdam, 1997.
- « Le blanchiment dans le « Sud » : entre traditions et modernité » in Rapport Moral sur l’Argent dans le Monde, 1999. Association d’Économie Financière (Caisse des dépôts et consignations). Ref. 2-911144-3, Paris, 1999.
- « Géopolitique des drogues », entretien in La Cène, revue Européenne de Toxicomanies et Addictions, sous le titre global : La fonction du produit. Paris, 1999.
- « L’économie mafieuse en Méditerranée Orientale » in Évaluer la menace terroriste et criminelle, Cultures et Conflits, Paris, 2002.
- « L’argent, une addiction prométhéenne », ouvrage collectif, « Dans l’intimité des drogues », Autrement, n° 218, janvier 2003.
- « Les routes de la drogue » (avec Pierre-Arnaud Chouvy et Alain Labrousse) texte introductif à la Conférence ministérielle « Les routes de la drogue de l’Asie Centrale à l’Europe » Paris, mai 2003.
- « La Grèce, d'une mondialisation à l'autre », entretien avec Eugénie Barbezat. Cassandre Hors Champ, Paris, printemps 2012.